# ディオンスクリーンゴルフ
ディオンスクリーンゴルフは、スクリーンゴルフのひとつ。メーカーは韓国の会社THEONGC（ディオンGC）。日本では「株式会社ディオントーキョー」が総販売代理店窓口となり、販売展開をしている。

## 特徴
スクリーンゴルフメーカーが世界一多い韓国の中でKPGA韓国プロゴルフ協会からNo.1シミュレーターとして公認されている。
MBDHセンサーという独自開発のレーザースキャナーセンサーにより、正確な飛距離を計測する。フック・スライスなど実際のゴルフと遜色ない弾道を具現化している。
グラフィックはハリウッドの3Dグラフィック技術「スピードツリー」を駆使し、雲の動きや木々の揺れなど、インドアとは思えない雰囲気を醸し出している。
ゴルフ練習施設向けに開発された「スイングアナライシスシステム」を搭載し個人のスイングチェックなどを行うための機能がある。マウス操作で、ポインタやマーキングなどを行うことができる。

## オンライン機能
インターネット回線を常時接続することにより、機械を毎日起動する度にシステムバージョンアップを行う。これにより新機能が随時追加される。例を挙げれば、最新のゴルフコースが追加される、オンライントーナメントが実施されるなど。
韓国では、2009年2月に大手ポータルサイト「オークション社」とTHEONGC社がパートナー契約を結び、オンライントーナメントを開催した。

## オプション機器
オートティアップ機：球が自動で供給、セットされる。ティの高さを25～55ミリまで調整可能。
スイングプレート：コースレイアウトにあわせて、自動で打席部に傾斜がつく。
スイングアナライシスシステム：自身のスイングをリプレーで見ることができる。マウスでマーキング等も可能。
左打席対応センサーキット：レフティに対応するセンサー。

## 収納コース
2017年4月現在で132コース。主な有名海外コースは、オーガスタナショナル、ペブルビーチ・ゴルフリンクスなど。日本国内のゴルフコースは東建多度カントリークラブ、カメリアヒルズカントリークラブ。

## 広報活動
ディオンスクリーンゴルフの販促活動と若い世代にゴルフの魅力を伝えるため、イメージガールとしてファッションモデルなどで活動している和希優美、安岡あゆみを起用。2人組ユニット「DioDuo」（ディオデュオ）として、テレビや雑誌、イベントなどで活動を行っている。
2009年2月「JAPAN GOLF FAIR 2009」に出展。小達敏昭らが所属するドラコンチームを招待しイベントを開催。

## その他
スポーツ番組の『J-SPO』と、バラエティ番組の『SMAP×SMAP』『VS嵐』で、ディオンスクリーンゴルフを使用した出演者同士のゴルフ対決が行われた。
2009年9月にディオンスクリーンゴルフを搭載した、移動可能なゴルフトレーラー「ゴルフストリーム」を、トレーラーハウスデベロップメント社と共同開発。